# Nguyễn Thanh Dương
 Nguyễn Thanh Dương (sinh năm 1959) là một chính khách Việt Nam. Ông nguyên là Ủy viên Ban Thường vụ Tỉnh ủy, nguyên Phó Chủ tịch Ủy ban nhân dân tỉnh Lào Cai nhiệm kỳ 2011-2016 và nhiệm kỳ 2016-2021. Nguyễn Thanh Dương từng giữ các chức vụ như Phó chủ tịch UBND thị xã Lào Cai, Chủ tịch UBND thành phố Lào Cai, Bí thư Huyện ủy Bảo Thắng, Phó Trưởng ban Tổ chức Tỉnh ủy.

## Lý lịch và học vấn
Nguyễn Thanh Dương sinh ngày 1 tháng 5 năm 1959, quê quán: xã Nam Trung , Tiền Hải , Thái Bình .
Ngày vào Đảng Cộng sản Việt Nam: 17/7/1986. Ngày chính thức: 17/01/1987.
Trình độ học vấn: Đại học.
Trình độ chuyên môn: Kỹ sư xây dựng.
Trình độ lý luận chính trị: Cử nhân.

## Sự nghiệp
Từ 8/1980 – 11/1981: Cán bộ kỹ thuật thi công trường xây dựng Công trường 405, Công ty xây dựng số 4, Sở Xây dựng Hoàng Liên Sơn.
Từ 12/1981 – 3/1986: Đội phó, Đội trưởng Đội 5, Công ty xây dựng số 4, Sở Xây dựng Hoàng Liên Sơn.
Từ 11/1986 – 2/1989: Học viên trường Đại học Kiến trúc Hà Nội, tốt nghiệp bằng Kỹ sư xây dựng tháng 2/1990.
Từ 3/1990 – 9/1991: Trưởng phòng Kế hoạch Công ty xây dựng số 4, Sở xây dựng Hoàng Liên Sơn.
Từ 10/1991 – 11/1991: Trưởng phòng kế hoạch Sở Xây dựng Lào Cai.
Từ 12/1991 – 3/1994: Phó Giám đốc Công ty xây dựng số 1 Lào Cai; Ủy viên Ban chấp hành Đảng bộ thị xã Lào Cai khóa I.
Từ 4/1994 - 12/1999: Giám đốc Công ty xây dựng số 1 Lào Cai; Ủy viên Ban chấp hành Đảng bộ thị xã Lào Cai khóa I, II; Đại biểu Hội đồng nhân dân tỉnh Lào Cai nhiệm kỳ 1994 – 1999.
Từ 1/2000 – 10/2000: Thị ủy viên, Phó chủ tịch Ủy ban nhân dân thị xã Lào Cai.
Từ 11/2000 – 7/2002: Ủy viên Ban Thường vụ thị ủy; Phó chủ tịch Ủy ban nhân dân thị xã Lào Cai.
Từ 8/2002 – 7/2005: Phó Bí thư Thị ủy (thành ủy); Quyền Chủ tịch, Chủ tịch Ủy ban nhân dân thành phố Lào Cai.
Từ 8/2005 – 7/2010: Tỉnh ủy viên, Bí thư huyện ủy Bảo Thắng, tỉnh Lào Cai.
Từ 8/2010 – 12/2010: Tỉnh ủy viên, Phó Trưởng ban Ban Tổ chức Tỉnh ủy Lào Cai.
Từ 1/2011 – 21/6/2011: Tỉnh ủy viên, Phó Chủ tịch Ủy ban nhân dân tỉnh Lào Cai nhiệm kỳ 2006 – 2011.
Từ 22/6/2011 – 11/2014 Tỉnh ủy viên, được Hội đồng nhân dân tỉnh Lào Cai khóa XIV, kỳ họp thứ nhất bầu giữ chức vụ Phó Chủ tịch Ủy ban nhân dân tỉnh Lào Cai nhiệm kỳ 2011 - 2016.
Từ tháng 12/2014 - 6/2016: Ủy viên Ban thường vụ Tỉnh ủy, Phó Chủ tịch Thường trực Ủy ban nhân dân tỉnh.
Ngày 21/6/2016, tại kỳ họp thứ nhất, Hội đồng nhân dân tỉnh Lào Cai đã bầu Nguyễn Thanh Dương tiếp tục giữ chức vụ Phó Chủ tịch Ủy ban nhân dân tỉnh Lào Cai khóa XV, nhiệm kỳ 2016-2021.